# Керимли, Адиль Габиль оглы
Керимли, Адиль Габиль оглы (азерб. Adil Qabil oğlu Kərimli; род. 22 октября 1979, Баку) — министр культуры Азербайджана (с 2023).

## Биография
Родился 22 октября 1979 года в Баку. Окончил юридический факультет БГУ. 
В 2007 году защитил диссертацию в области уголовного права и криминологии. Доктор философии в области юриспруденции.
С 2001 года являлся преподавателем БГУ. Работал на разных должностях в сфере юриспруденции.
Являлся руководителем проектов в сфере культуры Фонда Гейдара Алиева в Германии, Великобритании, Италии, Франции.
С 2007 по 2011 год являлся главой делегации Азербайджана на конкурсе «Евровидение».
С 2011 по  2012 год являлся руководителем рабочей группы по подготовке конкурса Евровидение-2012.
С 2012 по 2022 год являлся заместителем директора Центра Гейдара Алиева.
Член Коллегии адвокатов Азербайджана (2004—2010).
С 22 декабря 2022 года — и. о. министра культуры Азербайджана.
С 14 апреля 2023 года — министр культуры Азербайджана.